# Sarita (Texas)
Sarita es un lugar designado por el censo ubicado en el condado de Kenedy en el estado estadounidense de Texas. En el Censo de 2010 tenía una población de 238 habitantes y una densidad poblacional de 75,2 personas por km².

## Geografía
Sarita se encuentra ubicado en las coordenadas 27°13′40″N 97°47′57″O / 27.22778, -97.79917. Según la Oficina del Censo de los Estados Unidos, Sarita tiene una superficie total de 3.16 km², de la cual 3.08 km² corresponden a tierra firme y (2.7%) 0.09 km² es agua.

## Demografía
Según el censo de 2010, había 238 personas residiendo en Sarita. La densidad de población era de 75,2 hab./km². De los 238 habitantes, Sarita estaba compuesto por el 85.29% blancos, el 2.1% eran afroamericanos, el 2.52% eran amerindios, el 0% eran asiáticos, el 0% eran isleños del Pacífico, el 6.3% eran de otras razas y el 3.78% pertenecían a dos o más razas. Del total de la población el 78.99% eran hispanos o latinos de cualquier raza.